# The Chamber (Lenny Kravitz)
The Chamber è un singolo del cantautore statunitense Lenny Kravitz, pubblicato il 23 giugno 2014 come primo estratto dal decimo album in studio Strut.

## Descrizione
Il brano è stato prodotto e scritto dallo stesso interprete. È stato uno dei brani più passati in radio dell'estate 2014, e ha ricevuto il disco di platino in Italia.

## Video musicale
Il videoclip, diretto da Anthony Mandler e girato a Parigi, è stato pubblicato nel settembre 2014. Il video mostra Lenny Kravitz che si incontra con una donna (interpretata dalla modella Rianne ten Haken) con cui in seguito pratica insieme movimenti e posizioni che alludono a rapporti sessuali. La scena finale termina con la donna che punta la pistola al cantante sparandogli più volte.

## Tracce
Download digitale
1. The Chamber – 4:57

## Classifiche
| Classifica (2014) | Posizione massima |
| ----------------- | ----------------- |
| Austria           | 16                |
| Belgio (Fiandre)  | 16                |
| Belgio (Vallonia) | 8                 |
| Brasile           | 21                |
| Francia           | 11                |
| Germania          | 17                |
| Italia            | 6                 |
| Paesi Bassi       | 62                |
| Svizzera          | 9                 |